# Arthrobotrys conoides
Arthrobotrys conoides är en svampart som beskrevs av Drechsler 1937. Arthrobotrys conoides ingår i släktet Arthrobotrys och familjen vaxskålar.   Inga underarter finns listade i Catalogue of Life.